# St. Katharina (Langenzersdorf)

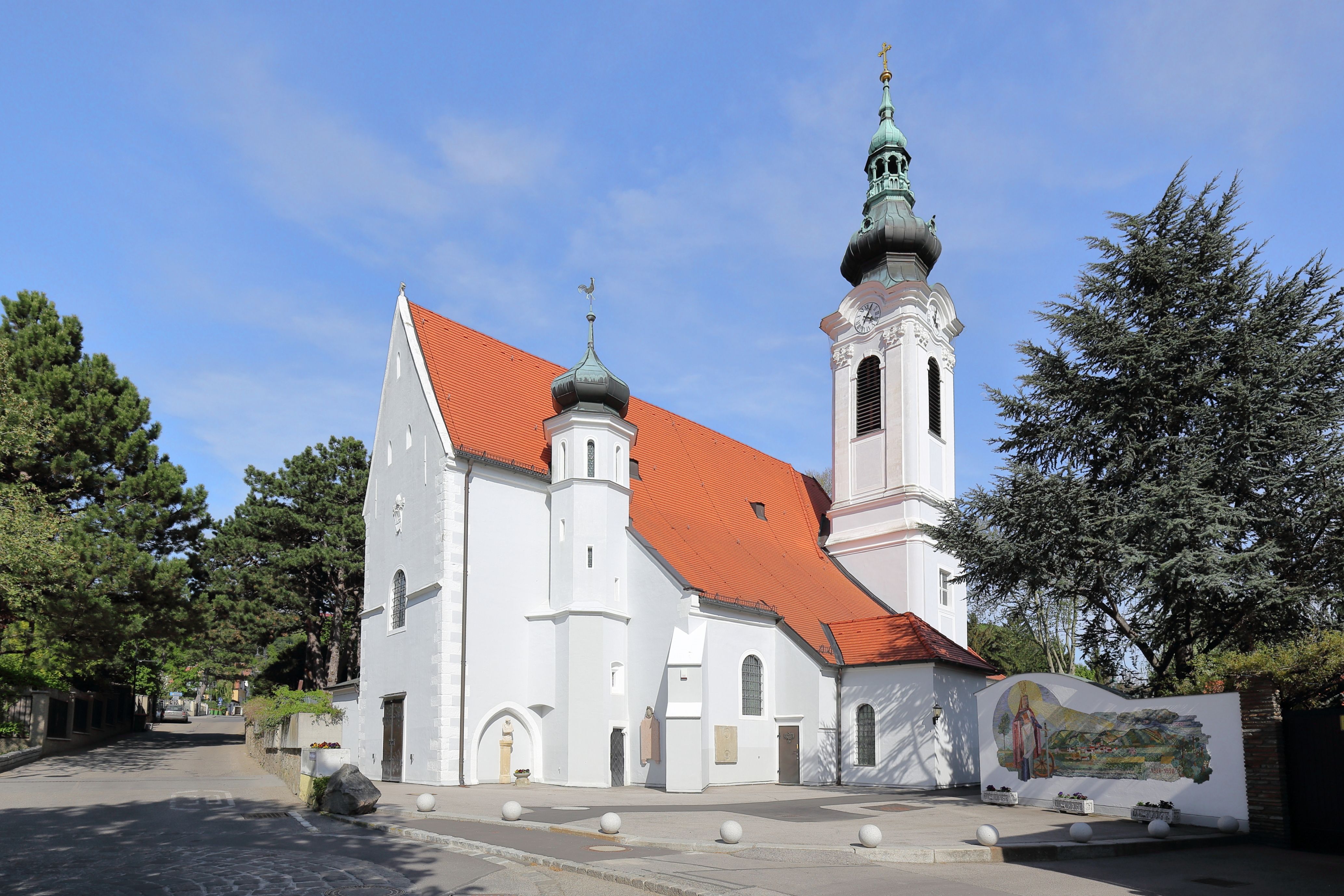
Südwestansicht der Pfarrkirche St. Katharina

St. Katharina ist die römisch-katholische Pfarrkirche der Gemeinde Langenzersdorf in Niederösterreich. Es handelt sich um eine frühgotische Kirche, die später barockisiert wurde.

## Geschichte
Langenzersdorf gehörte ursprünglich zur Stiftspfarre Klosterneuburg. 1323 wird die Kirche in Langenzersdorf erstmals urkundlich genannt, 1326 wurde sie zur Pfarrkirche erhoben. 1403 erfolgte die Inkorporierung zum Stift Klosterneuburg. Erneuerungen an der Kirche wurden mehrmals notwendig, so 1683 nach einem Brand, 1709 nach einer Überschwemmung, 1749 nach einem Erdbeben und auch 1756. Renovierungen erfolgten 1900–1902 durch Karl Schömer, 1926 und 1960.

## Baubeschreibung

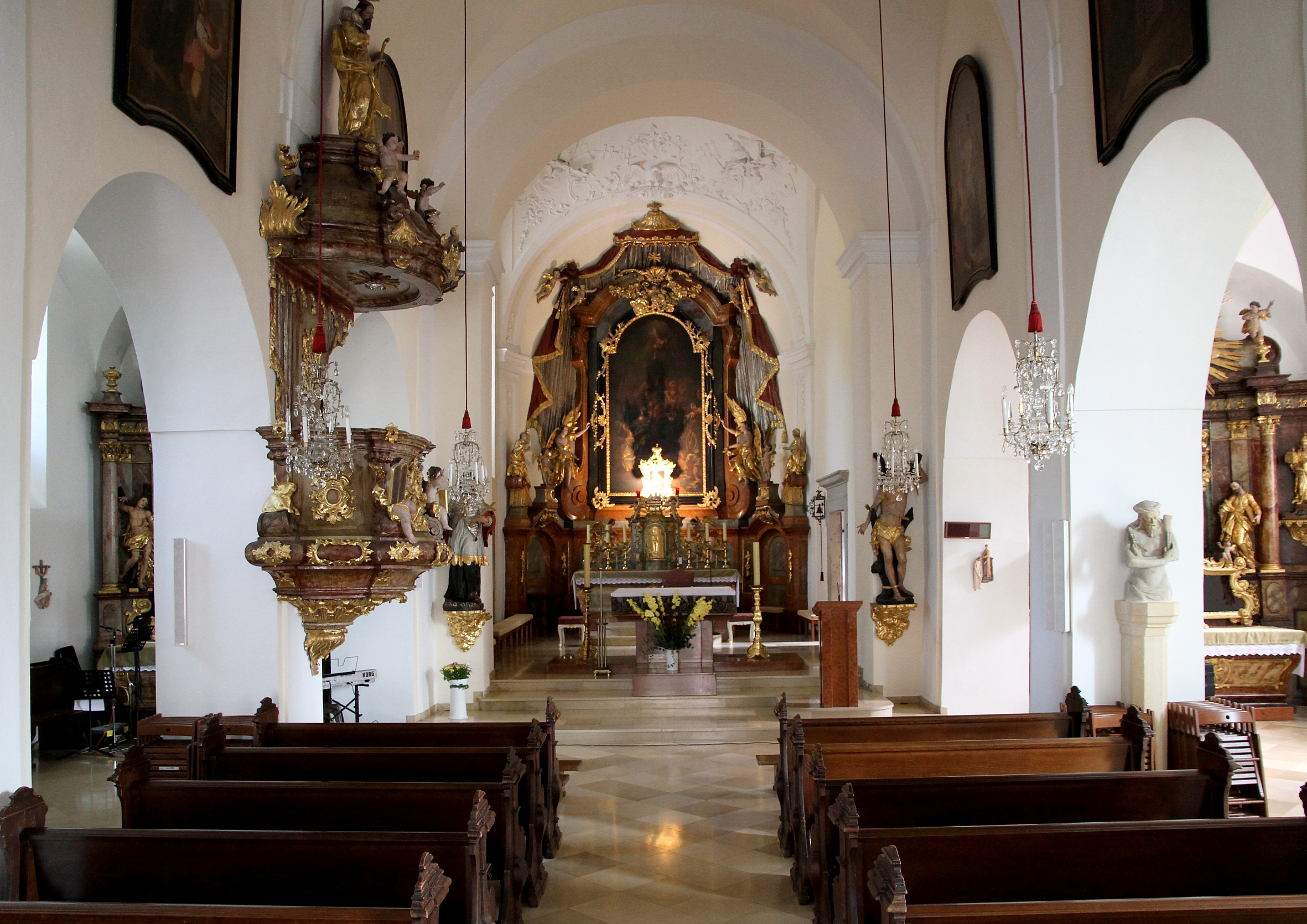
Kircheninneres mit Blick zum Hochaltar

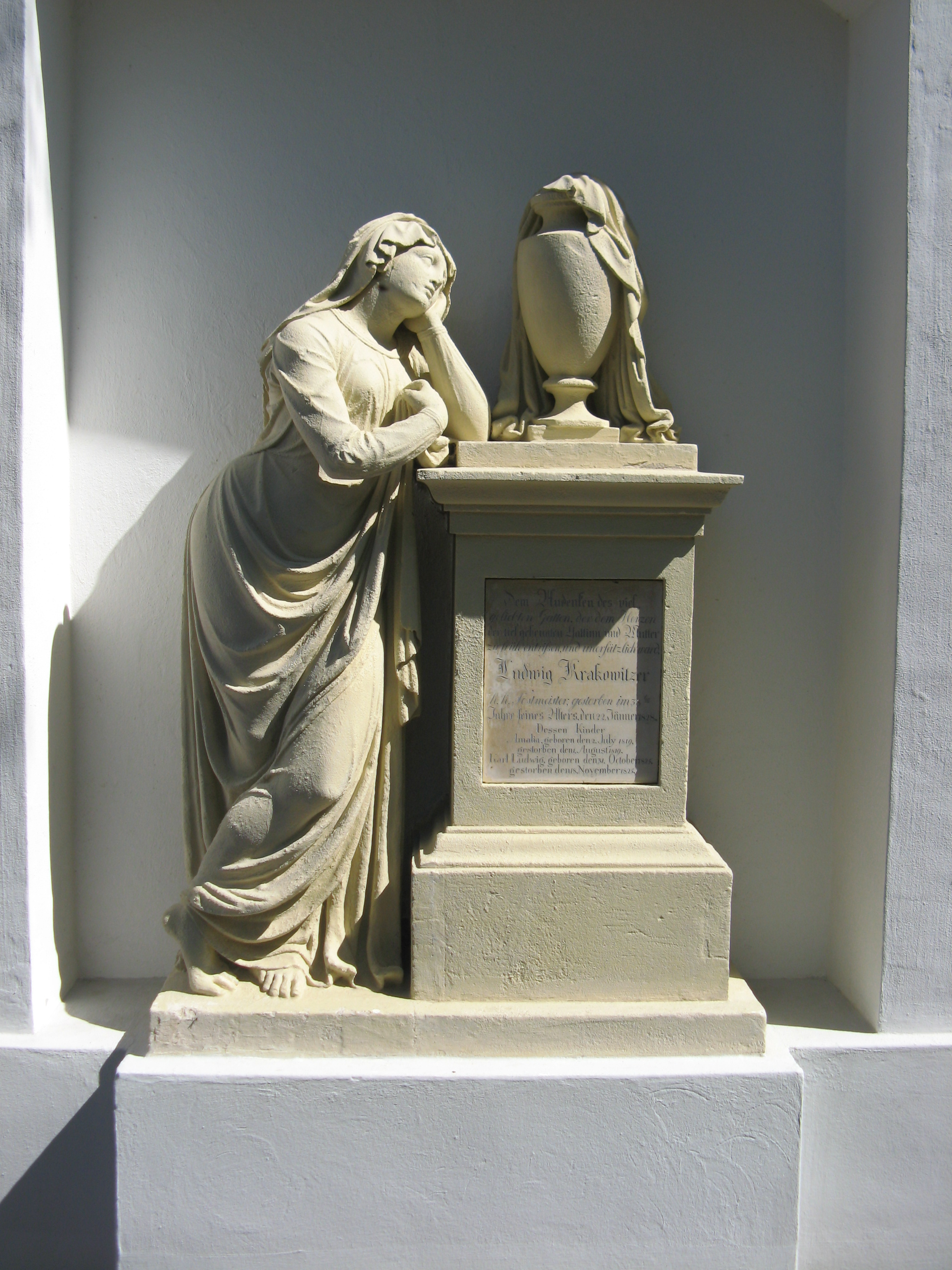
Klassizistisches Grabmal von 1828

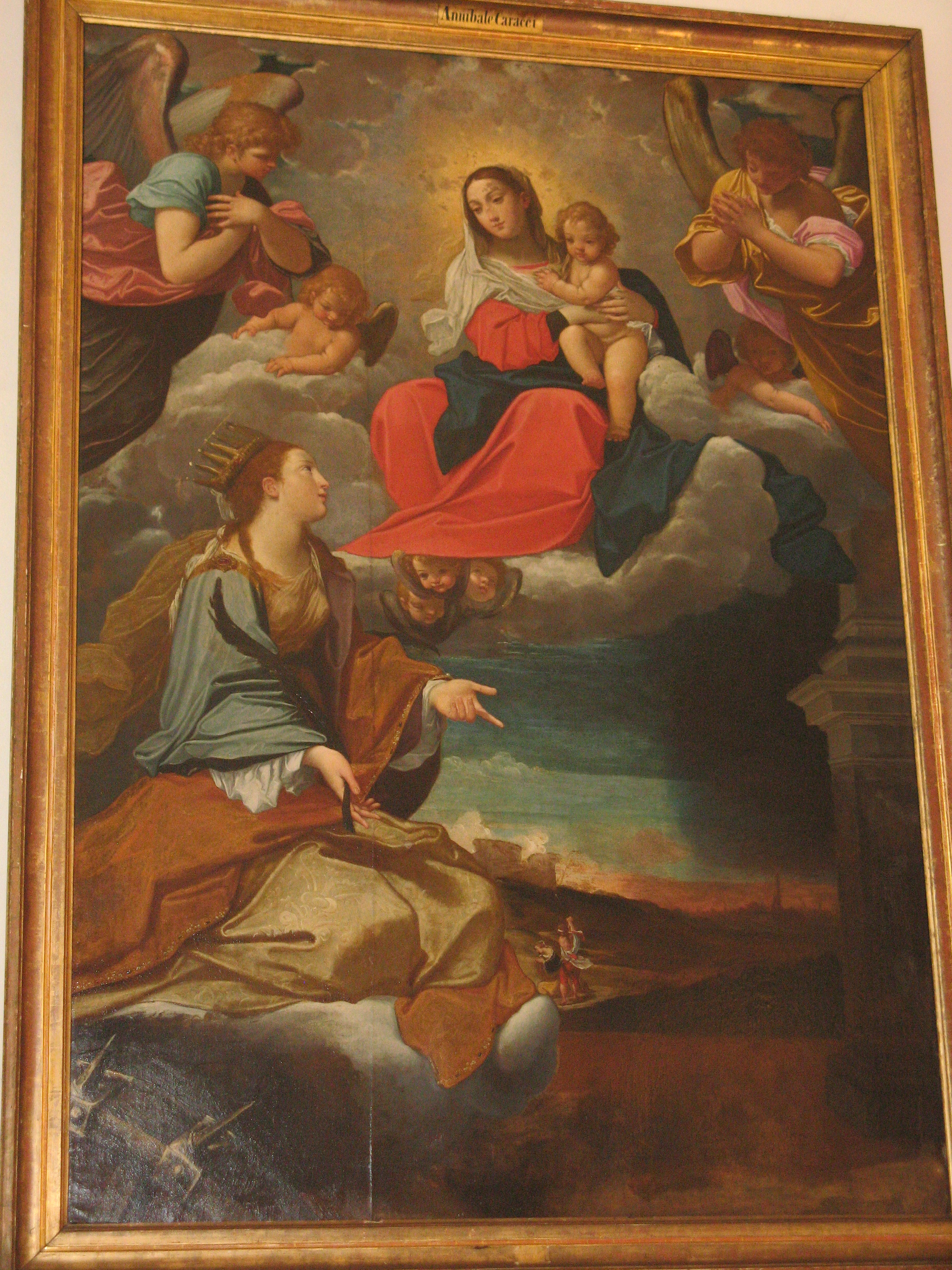
Hl. Katharina vor der Madonna, Annibale Carracci zugeschrieben

Die Katharinenkirche ist eine dreischiffige Staffelbasilika unter einem einheitlichen Dach und stammt aus dem frühen 14. Jahrhundert. Das Mittelschiff ist etwas vorgezogen und besitzt eine schlichte Fassade mit zugemauerten Spitzbogenfenstern. Daneben befindet sich am Übergang zum südlichen Seitenschiff ein oktogonaler Treppenturm mit einem Zwiebelhelm aus dem Jahr 1902, der aber im Kern mittelalterlich ist. Am südlichen Seitenschiff ist noch ein Spitzbogenfenster sichtbar, ansonsten besitzt die Kirche heute Rundbogenfenster. 1708 wurde eine Marienkapelle an das südliche Seitenschiff angebaut. Beim eingezogenen einjochigen Chor erhebt sich ein dreigeschoßiger Turm aus dem Jahr 1708, der ebenfalls im Kern mittelalterlich ist. Nach einem Brand 1817 wurde der Turm erneuert. Das Glockengeschoß mit Uhrengiebel ist spätbarock, der reiche Zwiebelhelm von 1902. Aus der Zeit um 1708 stammt auch der anschließende Sakristeianbau. An der Außenseite der Kirche befindet sich die Halbfigur eines Schmerzensmannes vom Anfang des 16. Jahrhunderts und Grabsteine, darunter ein klassizistisches Grabmal mit einer Trauerfigur aus dem Jahr 1828.
Das vierjochige Mittelschiff der Kirche wurde nach 1683 barockisiert. Es besitzt Kreuzgratgewölbe über Gurten auf Lisenen und rundbogige Pfeilerarkaden. Die Orgelempore im westlichen Joch zeigt eine neubarocke Holzbrüstung. Die westlichen Joche der dreijochigen Seitenschiffe weisen noch Kreuzrippengewölbe auf, während die übrigen Joche barocke Platzlgewölbe besitzen. Das südliche Seitenschiff wurde um 1300 errichtet, das nördliche Seitenschiff als symmetrische Ergänzung im 1. Viertel des 14. Jahrhunderts. Der ehemals gotische Chor wurde um 1700 zu einem quadratischen Chorjoch mit halbrunder Apsis und Stuckierung (um 1740/50) verändert.
Der Hochaltar, der um 1710/13 in die Apsis eingefügt wurde, basiert auf einem Entwurf von Matthias Steinl, und wurde um 1749 verändert. Das Altarbild zeigt die Enthauptung der Katharina von Alexandrien und ist eine Kopie nach dem 1749 zerstörten ursprünglichen Bild von Johann Georg Schmidt. Ein Mariahilf-Gnadenbild befindet sich als Vorsatzbild am Hochaltar. Die Seitenaltäre stammen aus der Zeit um 1720. Im nördlichen Seitenschiff ist auf dem Altarbild die Enthauptung der als Heilige verehrten Barbara von Nikomedien dargestellt, plastische Seitenfiguren zeigen Sebastian und Rochus von Montpellier, ein Sarkophargschrein den hl. Leopold. Im südlichen Seitenschiff besitzt der Altar eine Figur aus dem 17. Jahrhundert, die Maria mit dem Kind darstellt, daneben Seitenfiguren der legendären Eltern Mariens Joachim und Anna sowie Konsolstatuen hl. Leopold Leopolds und dessen Ehefrau Agnes. Weitere Altäre aus der Mitte des 18. Jahrhunderts befinden sich an der Wand des nördlichen Seitenschiffes und in der Marienkapelle. Die Kanzel mit reichem Schnitzdekor stammt ebenfalls aus der Mitte des 18. Jahrhunderts. Eine Bilderserie mit Heiliggesprochenen aus dem Augustinerchorherrenorden im Mittelschiff ist mit 1766 bezeichnet. Ein großes Ölbild vom Anfang des 17. Jahrhunderts stellt die Katharina vor der Madonna mit Kind dar. Es wurde 1926 aus der Sammlung Liechtenstein erworben und wurde Annibale Carracci zugeschrieben. Weitere Ausstattungsstücke sind spätbarock.
Bei der Generalsanierung 1901 und 1902 bekam der Turm einen neuen, barock gestalteten Helm, seit dem Brand von 1817 hatte ein pyramidenförmiger Helm der Abschluss gebildet. Die Spitze des Turmkreuzes befindet sich 39,8 m über dem Erdboden. Im Südosten wurde etwa zur selben Zeit eine neue Sakristei an den Turm angebaut. Die Stuckarbeiten an der Decke der Sakristei stammen vom Langenzersdorfer Keramiker Eduard Klablena. Im Jahre 1926 wurde das elektrische Licht eingeleitet. Im April 2006 erhielt die Kirche einen neuen Kreuzweg mit Figuren aus Gröden in Südtirol.

## Orgel
Die Orgel aus 1953 mit 11 Registern und pneumatischer Traktur wurde von Ferdinand Molzer der Jüngere gebaut.

## Glocken
Die älteste, noch erhaltene Glocke stammt aus dem Jahr 1721. Sie ist nur 40 kg schwer und ist das Zügenglöckchen (Totenglocke). Diese reich verzierte Glocke trägt auf einer Seite das Bild der Maria als Begleiterin der Sterbenden und auf der anderen Seite das Bild des hl. Dismas.
Beim Brand von 1817 waren die Glocken geschmolzen. 1862 und 1902 hatte man neue Glocken angeschafft, diese wurden im Ersten Weltkrieg konfisziert und eingeschmolzen. 1921 und 1926 wurden neue Glocken im Turm aufgehängt, die 1942 dem Zweiten Weltkrieg zum Opfer fielen. 1950 konnten die bis heute erhaltenen neuen Glocken angeschafft werden.